# Michał Kondracki
Michał Kondracki (ur. 5 października 1902 w Połtawie, zm. 27 lutego 1984 w Glen Cove koło Nowego Jorku)  – polski kompozytor, pedagog i publicysta muzyczny.

## Życiorys
W latach 1923–1927 studiował w Konserwatorium Warszawskim kompozycję u Romana Statkowskiego i Karola Szymanowskiego oraz grę fortepianową u Henryka Melcera. W latach 1927–1930 odbył studia w École normale de musique w Paryżu u Paula Dukasa, Paula Vidala i Nadii Boulanger. Był też sekretarzem Stowarzyszenia Młodych Muzyków Polaków w Paryżu .
Po powrocie do Warszawy zajmował się komponowaniem, krytyką i publicystyką muzyczną oraz działalnością społeczną. Był współorganizatorem i wiceprezesem Polskiego Towarzystwa Muzyki Współczesnej, wiceprezesem Stowarzyszenia Pisarzy i Krytyków Muzycznych, członkiem rady artystycznej Opery warszawskiej, członkiem zarządów: Towarzystwa Miłośników Tańca Artystycznego i Towarzystwa im. Karola Szymanowskiego . Zajmował się również zbieraniem folkloru muzycznego na Huculszczyźnie, Podhalu i Żywiecczyźnie .
Wybuch wojny w 1939 zastał go na Morzu Śródziemnym. W 1940 dotarł do Brazylii i zamieszkał w Rio de Janeiro, gdzie współpracował z rozgłośnią radiową (m.in. cykl audycji muzycznych po śmierci Ignacego Jana Paderewskiego). W październiku 1943 wyjechał do Stanów Zjednoczonych i zamieszkał w Nowym Jorku, później osiedlił się w Sea Cliff pod Nowym Jorkiem, gdzie uczył prywatnie gry na fortepianie. Współpracował też z telewizją Głos Ameryki, dla której przeprowadzał wywiady z polskimi artystami występującymi w Stanach Zjednoczonych. Był prezesem The Long Island Little Orchestra Society. W latach 1948–1949 i 1957-1969 był korespondentem „Ruchu Muzycznego”. W 1960 przeniósł się do Glen Cove, gdzie mieszkał do końca życia .
Był zamiłowanym podróżnikiem i wielkim miłośnikiem przyrody i te cechy w dużym stopniu ukształtowały jego życie na emigracji. Kondracki miał dwuczłonowe nazwisko z przydomkiem Ostoya, którego jednak nigdy nie używał .

## Twórczość
Należał do czołówki polskiej awangardy muzycznej w okresie międzywojennym. W pierwszym okresie twórczości był pod wpływem Karola Szymanowskiego i Igora Strawinskiego. Jednak bogata i zróżnicowanie stylistyczne jego twórczości sprawiały, że nie został ich kontynuatorem, ani naśladowcą szkoły francuskiej, której zawdzięczał opanowanie współczesnych technik kompozytorskich. Jego twórczość cechował ewolucjonizm przejawiający się w umiejętności wchłaniania i przetwarzania nowych prądów oraz urozmaiconym sposobie wykorzystania tworzywa folklorystycznego. Jego utwory cechował rozmach i żywiołowość, jędrna rytmika, wyrazista instrumentacja, później także liryzm i nastrojowość.
Przedwojenna twórczość Kondrackiego w znacznej części uległa zniszczeniu. Po 1939 komponował niewiele, poświęcając się głównie pracy pedagogicznej , a po 1957 całkiem zarzucił komponowanie. Na uwagę zasługuje jego przedwojenny dorobek publicystyczny, liczący kilkaset artykułów i recenzji muzycznych .

## Kompozycje
(na podstawie materiałów źródłowych )
|  | - Trzy utwory na fortepian (1923) - A jeżeli nic na głos i fortepian (1924) - Dwie pieśni na głos i fortepian (1924) - Kołysanka Don Juana na fortepian (1924-26) - Scherzo na fortepian (1924-26) - Preludium i fuga na fortepian (1924-26) - Kwartet smyczkowy (1925) - I koncert fortepianowy (1926) - Partita na małą orkiestrę (1926) - Marchołt, opera komiczna (1927) - Metropolis, akcja symfoniczno-baletowa na orkiestrę (1929) - Mała symfonia góralska „Obrazy na szkle” na zespół kameralny 16 solistów (1930) - Krasula, kantata humorystyczna na chór i orkiestrę (1931) - Żołnierze (Parade), obrazek symfoniczny na orkiestrę (1932) - Popieliny, 1-aktowe misterium ludowe (1933) - Suita kurpiowska na orkiestrę (1933) - Nokturn na orkiestrę (1934) - Mecz na orkiestrę (1935) - II koncert fortepianowy (1935) - Koncert na orkiestrę (1935) - Trio na flet, klarnet i fagot (1935) - Legenda czyli baśń krakowska, balet (1937) | - Cantata ecclesiastica na chór i orkiestrę (1937) - Ptaszki św. Franciszka na chór a cappella (1938) - Toccata na orkiestrę (1939) - Epitafia na orkiestrę (1939) - Canção marcial da mocidade na chór a cappella (1941) - Taniec brazylijski na fortepian (1942) - Symfonia zwycięstwa na orkiestrę (1942-44) - Psalm na orkiestrę (1944) - Groteska na orkiestrę (1944) - Concertino in C na fortepian i małą orkiestrę (1944) - Taniec brazylijski na orkiestrę (1944) - Taniec uliczników na orkiestrę (1945) - Nokturn na orkiestrę smyczkową i harfę (1951) - Pastorale na orkiestrę (1954) - Hymn olimpijski „Happy the Man” na chór i orkiestrę (1954) - Kolęda na flet i orkiestrę smyczkową (1955) - Moods na fortepian (1956) - Hymn do Afrodyty na orkiestrę smyczkową (1958) - Noites cariocas, Rio de Janeiro na fortepian (ok. 1942) - Jaś i Kasia na głos i fortepian (przed 1926) - Dziewczyna i pajacyk na głos i fortepian (przed 1926) - Dziesięć piosenek ludowych na głos i fortepian (przed 1939) |